# Dengue Dengue Dengue!
Dengue Dengue Dengue! es un dúo musical de música electrónica de Perú, conformado por Rafael Pereira y Felipe Salmón.
Una característica de sus presentaciones en vivo, es aparecer con máscaras. 

## Historia
El proyecto musical nació en 2010, cuando los músicos limeños Rafael Pereira y Felipe Salmón tras asistir al festival de diseño gráfico Trimarchi en Argentina decidieron explorar la cumbia amazónica y la música sicodélica a través de la electrónica. Una de sus principales influencias musicales son Los Wembler's de Iquitos. En 2012 publicaron su primer álbum, La alianza profana. Desde entonces comenzaron a incorporar diversos estilos de bailes domésticos de toda América Latina, el Caribe y África, entre ellos el zouk, el dancehall, el kuduro y el tarraxo.
En 2014 publicaron Serpiente dorada, y dos años después, Siete raíces. En 2018 lanzaron Son de los diablos, haciendo referencia al tradicional baile afroperuano, donde profundizan en este estilo musical. Dengue Dengue Dengue exploró los ritmos afroperuanos tradicionales, especialmente en el álbum Zenit & Nadir de 2019, uno de sus lanzamientos con percusión en vivo de los hermanos Ballumbrosio.
En 2020 publicaron Fiebre, donde hacen uso de la polirritmia y el minimalismo. En agosto de 2020, el dúo lanzó el sello Kebrada con una nueva compilación, titulada Discos en 3/Cuartos, lanzada en septiembre de 2020. La compilación contó con 11 melodías de diferentes músicos y una nueva pista de Dengue Dengue Dengue.

## Discografía

### EP
- Serpiente dorada (2014)[10]
- Son de los diablos (2018)[11]
- Semillero (2018)
- Zenit & Nadir (2019)[12]

### LP
- La alianza profana (2012)[13]
- Siete raíces (2016)
- Fiebre (2020)[1]